# 대능신
대능신(大能信, ?~?)은 발해의 왕족이다.

## 생애
발해 강왕의 조카인 그는 798년에 강왕의 명에 따라 여부구와 함께 당나라에 사신으로 파견되었다.
11월에 당나라는 그에게 좌효위중랑장(左驍衛中郞將)직을 내린 뒤 귀국시켰다.

## 참고 자료
유, 득공 (1784). 《발해고》. 신고(臣考).